# Coarraze
Coarraze es una comuna francesa de la región de Aquitania en el departamento de Pirineos Atlánticos.
El topónimo Coarraze fue mencionado por primera vez en el año 1100 con el nombre de Coarrasa y a lo largo del siglo XII como Caudarasa.

## Demografía
| 1 749 | 1 755 | 1 838 | 2 015 | 2 418 | 2 418 | 2 477 | 2 414 | 2 505 | 2 438 | 1 782 | 1 768 | 1 780 | 1 682 | 1 628 | 1 616 | 1 664 | 1 740 | 1 690 | 1 596 | 1 402 | 1 428 | 1 432 | 1 404 | 1 284 | 1 338 | 1 720 | 1 940 | 1 949 | 2 202 | 2 047 | 2 068 | 2 110 |
| Para los censos de 1962 a 1999 la población legal corresponde a la población sin duplicidades (Fuente: INSEE [Consultar]) |       |       |       |       |       |       |       |       |       |       |       |       |       |       |       |       |       |       |       |       |       |       |       |       |       |       |       |       |       |       |       |       |